# Frances Wright
Frances Wright (6 septembre 1795 – 13 décembre 1852), également connue sous le nom de Fanny Wright, était une libre-penseuse, féministe et abolitionniste d’origine écossaise qui devint américaine en 1825.
Inspirée par le socialisme utopique de Robert Owen, elle fonda en 1825, dans le Tennessee, la communauté de Nashoba, une communauté multiraciale destinée à démontrer les vertus émancipatrices de l’éducation sur les esclaves.

## Enfance
Frances Wright naquit à Dundee en Écosse. Son père, James Wright, était un riche tisserand et un militant politique proche d'Adam Smith qui, inspiré par les idées du marquis de Lafayette et de la Révolution française, contribua à créer une monnaie locale par échange de jetons.
Ses deux parents moururent jeunes, laissant Frances sous la tutelle d'une de ses tantes maternelle en Angleterre qui lui inculqua des idées proches des physiocrates français.
À 16 ans, en âge de se marier, Frances retourna vivre en Écosse chez son grand-oncle, James Mylne, où elle passa ses hivers à étudier et à écrire et ses étés à visiter les Highlands. Elle publia sa première œuvre deux ans plus tard, une fiction alliant roman historique et fable initiatique ayant pour théâtre le soulèvement vaudois contre la domination française en 1795.

## Premier voyage aux États-Unis
En 1818, alors âgée de 23 ans, Wright partit visiter les États-Unis accompagnée de sa sœur cadette. Tout au long de son séjour, elle se fit l'écho des idées des grandes figures du socialisme utopique français tel Charles Fourier, défendant l'avancement des femmes comme la condition préalable au progrès de toute civilisation.
Elles revinrent en Écosse deux ans plus tard. Partisane des idéaux féministes de son époque, Wright défendait dans ses discours l'égalité hommes-femmes dans l'éducation, le droit à la contraception et la liberté sexuelle. Également contre l'esclavage, elle dénonçait les religions séculaires, l'avarice et le capitalisme.
À l'image de Robert Owen, elle se prononça pour la prise en charge de l'éducation des enfants à partir de deux ans dans des internats publics et gratuits.
Après avoir fondé le journal The Free Inquirer, elle publia plusieurs livres dont Quelques jours à Athènes en 1821 – une fiction qu'elle présenta comme la traduction d'un ancien manuscrit grec –, ainsi qu'un roman épistolaire tiré de sa première expérience aux États-Unis intitulé Views of Society and Manners in America qui reçut une traduction dans plusieurs langues et lui ouvrit les portes de la haute société britannique.

## Socialisme utopique et abolitionnisme
De 1824 à 1825, Wright retourna aux États-Unis pour accompagner le marquis de Lafayette dans sa tournée héroïque des États fédérés, après quoi elle rejoignit la communauté de New Harmony, établie par Robert Owen dans l'Indiana. Elle descendit ensuite dans le Tennessee pour y fonder la communauté de Nashoba (en), près de Memphis, devenue aujourd'hui Germantown. Son idée était de créer une communauté autonome multiraciale composée de blancs et d'esclaves noirs, émancipés ou non. Trois ans plus tard, ayant contracté la malaria, elle fut contrainte de revenir en Europe. De retour à Nashoba en 1830, elle retrouva la communauté financièrement exsangue à la suite d'une gestion désastreuse du travail. Elle rendit alors leur liberté aux 30 esclaves et les accompagna jusque dans leur nouvelle patrie en Haïti, indépendante depuis 1804.

## Engagement politique
L'opposition farouche de Wright à l'esclavage allait à l'encontre des idées plus modérées de nombre de démocrates de l'époque, notamment dans les États du sud. De la même manière, ses vues radicales quant aux questions sociales l'isolèrent au sein du mouvement abolitionniste.
Pendant le Mouvement populaire pour la santé de 1830 à 1840, Wright prit position en faveur de l'implication des femmes dans les services de santé.
De 1833 à 1836, ses prises de paroles sur l'esclavage et certaines questions d'ordre social lui valurent une certaine notoriété. Les « Fanny Wright Societies » fleurirent à travers tous les États-Unis, mais les opinions qu'elle avait exprimé dans son roman Quelques jours à Athènes jouèrent en sa défaveur lors de ses déplacements dans les grandes villes.
En 1831, Wright épouse Guillaume Phiquepal d'Arusmont, un physicien français, avec lequel elle a une fille, Frances Silva d'Arusmont née en 1832. Elle souffrit par la suite de nombreux problèmes de santé et passa les dernières années de sa vie à élever sa fille.
Elle mourut en 1852 à Cincinnati, dans l'Ohio, des suites d'une chute dans un escalier. Elle repose au cimetière de Spring Cove dans cette même ville.

## Hommage

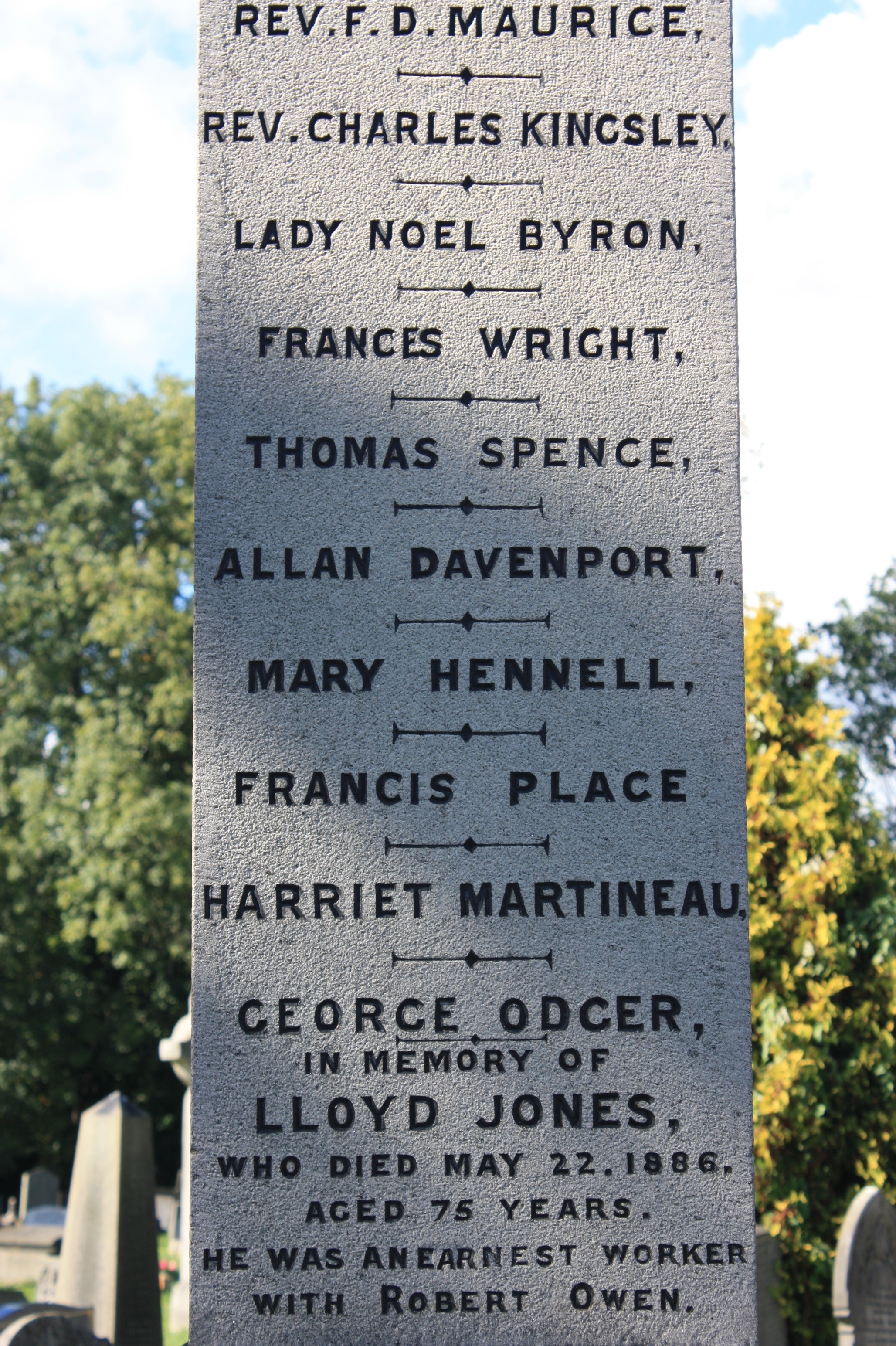
Stèle commémorative du cimetière de Kensal Green comportant le nom de France Wright.

- Elle est inscrite au National Women's Hall of Fame.

## Œuvres
- Altorf: a Tragedy (Philadelphie, 1819)
- Views on Society and Manners in America (Londres, 1821)
- A Few Days in Athens (London, 1822)
- A Plan for the Gradual Abolition of Slavery in the United States (1825)
- Lectures on Free Inquiry (New York, 1829; 6e éd., 1836)
- Address on the State of the Public Mind and the Measures Which it Calls For (New York, 1829)
- Course of Popular Lectures (New York, 1829)
- Explanatory Notes Respecting the Nature and Objects of the Institution of Nashoba (1830)
- What is the Matter? A Political Address as Delivered in Masonic Hall (1838)
- Fables (Londres, 1842)
- Political Letters, or, Observations on Religion and Civilization (1844)
- England the Civilizer: Her History Developed in Its Principles (1848)
- Biography, Notes, and Political Letters of Frances Wright D'Arusmont (1849)

## Sources
- (en) Cet article est partiellement ou en totalité issu de l’article de Wikipédia en anglais intitulé « Frances Wright » (voir la liste des auteurs).